# 中国世界遺産ものがたり
『中国世界遺産ものがたり -悠久の旅人たち-』（ちゅうごくせかいいさんものがたり ゆうきゅうのたびびとたち）は、テレビ大阪制作の教養・ドキュメンタリー番組である。制作局のテレビ大阪では2008年10月2日に放送を開始。ハイビジョン制作。創価学会の単独提供（同団体の提供表示は、番組のエンディングでのみ行っている）。

## 概要
8年かけてハイビジョンカメラで撮影した中国の世界遺産を紹介する。スポンサーである創価学会が中国政府等と深い繋がりがあることから、中国中央電視台と北京元純影視文化伝播有限公司が映像制作に協力しており、日本を含めた中国国外の人物が立ち入ることが出来ない場所での撮影も行われた。
関東地区での放送は、番組の放送開始当初、独立UHF放送局で行われたが、2010年10月7日放送分からテレビ東京での放送に移行した。
2017年3月をもってネット局がテレビ東京だけになり、新作の放映も6月で終了した。7月からは傑作選を放送していたが、9月で番組自体が終了し9年間の放送に幕を閉じた。

## ナレーター
- 西岡徳馬

## ネット局
（番組終了時点）
| 放送対象地域 | 放送局     | 系列           | 放送曜日・放送時間 | 時差  | 備考   |
| ------------ | ---------- | -------------- | ------------------ | ----- | ------ |
| 大阪府       | テレビ大阪 | テレビ東京系列 | 木曜 22:54-23:00   | ±0日  | 制作局 |
| 関東広域圏   | テレビ東京 | テレビ東京系列 | 日曜 17:15-17:20   | ＋3日 |        |

### 過去のネット局
独立系テレビ局は2010年9月まで、それ以外の局は2017年3月まで。
| 放送対象地域   | 放送局           | 系列           | 放送曜日・放送時間 | 制作局との時差 | 備考             |
| -------------- | ---------------- | -------------- | ------------------ | -------------- | ---------------- |
| 埼玉県         | テレ玉           | 独立UHF放送局  | 日曜 21:55-22:00   | ＋3日          | テレビ東京へ移行 |
| 群馬県         | 群馬テレビ       | 独立UHF放送局  | 日曜 21:55-22:00   | ＋3日          | テレビ東京へ移行 |
| 神奈川県       | tvk              | 独立UHF放送局  | 月曜 20:55-21:00   | ＋4日          | テレビ東京へ移行 |
| 千葉県         | チバテレ         | 独立UHF放送局  | 水曜 20:55-21:00   | ＋6日          | テレビ東京へ移行 |
| 東京都         | TOKYO MX         | 独立UHF放送局  | 水曜 22:55-23:00   | ＋6日          | テレビ東京へ移行 |
| 栃木県         | とちぎテレビ     | 独立UHF放送局  | 水曜 22:55-23:00   | ＋6日          | テレビ東京へ移行 |
| 北海道         | テレビ北海道     | テレビ東京系列 | 月曜 22:54-23:00   | ＋4日          |                  |
| 岩手県         | IBC岩手放送      | TBS系列        | 土曜 18:54-19:00   | 不明           |                  |
| 新潟県         | 新潟放送         | TBS系列        | 土曜 18:50-18:55   | ＋2日          |                  |
| 静岡県         | テレビ静岡       | フジテレビ系列 | 日曜 11:45-11:50   |                |                  |
| 愛知県         | テレビ愛知       | テレビ東京系列 | 日曜 22:48-22:54   | ＋3日          |                  |
| 岡山県・香川県 | テレビせとうち   | テレビ東京系列 | 土曜 20:54-21:00   | ＋2日          |                  |
| 広島県         | 広島ホームテレビ | テレビ朝日系列 | 月曜 23:10-23:15   | ＋4日          |                  |
| 福岡県         | TVQ九州放送      | テレビ東京系列 | 金曜 21:54-22:00   | ＋1日          |                  |